# تشيلتون برايس
تشيلتون برايس (بالإنجليزية: Chilton Price)‏ هي كاتبة غنائية أمريكية، ولدت في 25 ديسمبر 1913، وتوفيت في 14 يناير 2010.

## وصلات خارجية
- تشيلتون برايس على موقع IMDb (الإنجليزية)
- تشيلتون برايس على موقع ميوزك برينز (الإنجليزية)
- تشيلتون برايس على موقع ديسكوغز (الإنجليزية)